# Psi Serpentis
Psi Serpentis is een drievoudige ster in het sterrenbeeld Slang met magnitude van +5,879 en met een spectraalklasse van G5.V, G8III en K2.V. De ster bevindt zich 48,25 lichtjaar van de zon.